# Hajdú-Bihar Vármegyei Büntetés-végrehajtási Intézet
A Hajdú-Bihar Vármegyei Büntetés-végrehajtási Intézet büntetés-végrehajtási szerv Hajdú-Bihar vármegye, székhelyén Debrecenben (Iparkamara u. 1.). Költségvetési szerv, jogi személy.
Alaptevékenysége a külön kijelölés által meghatározott körben:
- az előzetes letartóztatással,
- a biztonsági és egyéb fontos okból elhelyezett elítéltek szabadságvesztésével, továbbá
- az elzárással

összefüggő büntetés-végrehajtási feladatok ellátása.
Felügyeleti szerve a Belügyminisztérium, szakfelügyeletet ellátó szerve a Büntetés-végrehajtás Országos Parancsnoksága.

## Története
- Építését – a Törvényszéki Palota részeként – 1894-ben kezdték meg Wagner Gyula tervei alapján. Átadására 1895. október 13-án került sor.
- 1910-től az intézet földművelésre szolgáló ingatlanokat bérelt a várostól. Az 1930-as években már 36 katasztrális holdon  működött rabgazdaság.
- 1936-ban férőhelybővítési munkákat végeztek az intézetben.
- 1944. június 2-án a szövetséges légierő légitámadása következtében a fogház nyugati csillagrésze megsemmisült és az épület többi része is súlyos sérüléseket szenvedett. A helyreállítási munkálatokat 1948-ban végezték Orbán Ferenc építész tervei alapján.

A fogvatartottak foglalkoztatását az ÁBRÁND-Ágynemű, Fehérneműgyártó és Forgalmazó Kft. biztosítja.